# Витязь (хоккейный клуб, Харьков)
«Витязь» (укр. Витязь) — украинский клуб по хоккею с шайбой из Харькова. Основан в 2006 году.

## История
Хоккейный клуб «Витязь» был основан в 2006 году в Харькове. Выступал в различных любительских лигах. В сезоне 2014/15 дебютировал в украинской хоккейной лиге.
4 ноября 2015 года «Витязь» сменил домашнюю арену — вместо «Айсхолла» в ТРЦ «Даффи» команда стала выступать на «Салтовском льду».

## Достижения
- Украинская хоккейная лига:
  - 4-е место (2) : 2015, 2016